# La Magdelaine-sur-Tarn
La Magdelaine-sur-Tarn – miejscowość i gmina we Francji, w regionie Oksytania, w departamencie Górna Garonna. W 2013 roku jej populacja wynosiła 1152 mieszkańców. Przez gminę przepływa rzeka Tarn. 